# سانت فرانسيسفيل (لويزيانا)
سانت فرانسيسفيل (بالإنجليزية: St. Francisville town, Louisiana)‏ هي بلدة تقع بولاية لويزيانا في الولايات المتحدة. تبلغ مساحتها 4.77 كم2، وترتفع عن سطح البحر 35.052 م، بلغ عدد سكانها 1,765 نسمة في عام 2010 حسب إحصاء مكتب تعداد الولايات المتحدة وتصل الكثافة السكانية فيها 370 نسمة لكل كيلومتر مربع (958.3/ميل2).

## التركيبة السكانية
حدّد مكتب تعداد الولايات المتحدة بيانات التركيبة السكانية لسانت فرانسيسفيل في تعداد الولايات المتحدة. في ما يلي، التركيبة السكانية حسب تعدادي 2000 و2010.

### تعداد عام 2000
بلغ عدد سكان سانت فرانسيسفيل 1,712 نسمة بحسب تعداد عام 2000، وبلغ عدد الأسر 693 أسرة وعدد العائلات 457 عائلة مقيمة في البلدة. في حين سجلت الكثافة السكانية 358.9 نسمة لكل كيلومتر مربع (929.5/ميل2). وبلغ عدد الوحدات السكنية 783 وحدة بمتوسط كثافة قدره 164.2 لكل كيلومتر مربع (425.3/ميل2).
وتوزع التركيب العرقي للبلدة بنسبة 71.03% من البيض و27.22% من الأمريكيين الأفارقة و0.29% من الأمريكيين الأصليين و0.53% من الأمريكيين ذوي الأصول الآسيوية و0.06% من الأعراق الأخرى و0.88% من عرقين مختلطين أو أكثر و0.93% من الهسبانيون أو اللاتينيون من أي عرق.
بلغ عدد الأسر 693 أسرة كانت نسبة 37.4% منها لديها أطفال تحت سن الثامنة عشر تعيش معهم، وبلغت نسبة الأزواج القاطنين مع بعضهم البعض 44.6% من أصل المجموع الكلي للأسر، ونسبة 17.2% من الأسر كان لديها معيلات من الإناث دون وجود شريك، بينما كانت نسبة 4.2% من الأسر لديها معيلون من الذكور دون وجود شريكة وكانت نسبة 34.1% من غير العائلات. تألفت نسبة 30.3% من أصل جميع الأسر من عدة أفراد يعيشون في نفس المنزل ونسبة 11.4% كانت تتألف من شخص يعيش بمفرده يبلغ من العمر 65 عاماً أو أكثر. وبلغ متوسط حجم الأسرة المعيشية 2.42، أما متوسط حجم العائلات فبلغ 3.04.
بلغ العمر الوسطي للسكان 34.9 عاماً. وكانت نسبة 27.3% من القاطنين تحت سن الثامنة عشر، وكانت نسبة 8.4% بين الثامنة عشر والرابعة والعشرين عاماً، ونسبة 28% كانت واقعةً في الفئة العمرية ما بين الخامسة والعشرين والرابعة والأربعين عاماً، ونسبة 22.2% كانت ما بين الخامسة والأربعين والرابعة والستين، ونسبة 12.1% كانت ضمن فئة الخامسة والستين عاماً فما فوق. يوجد لكل 100 أنثى 92.5 ذكر، ويوجد لكل 100 أنثى في الثامنة عشر من عمرها فما فوق 86.9 ذكر.
بلغ متوسط دخل الأسرة في البلدة 42,262 دولارًا، أما متوسط دخل العائلة فبلغ 54,333 دولارًا. وكان متوسط دخل الذكور 41,563 دولارًا مقابل 25,083 دولارًا للإناث. وسجل دخل الفرد الخاص بالبلدة 21,639 دولارًا. وكانت نسبة 5.8% من العائلات ونسبة 8.8% من السكان تحت خط الفقر، وكان من هؤلاء نسبة 8.3% تحت سن الثامنة عشر ونسبة 12.4% في الخامسة والستين من العمر وما فوق.

### تعداد عام 2010
بلغ عدد سكان سانت فرانسيسفيل 1,765 نسمة بحسب تعداد عام 2010، وبلغ عدد الأسر 720 أسرة وعدد العائلات 452 عائلة مقيمة في البلدة. في حين سجلت الكثافة السكانية 370 نسمة لكل كيلومتر مربع (958.3/ميل2). وبلغ عدد الوحدات السكنية 834 وحدة بمتوسط كثافة قدره 174.8 لكل كيلومتر مربع (452.7/ميل2).
وتوزع التركيب العرقي للبلدة بنسبة 70.37% من البيض و23.85% من الأمريكيين الأفارقة و0.06% من الأمريكيين الأصليين و0.62% من الأمريكيين ذوي الأصول الآسيوية و3.68% من الأعراق الأخرى و1.42% من عرقين مختلطين أو أكثر و8.10% من الهسبانيون أو اللاتينيون من أي عرق.
بلغ عدد الأسر 720 أسرة كانت نسبة 35.1% منها لديها أطفال تحت سن الثامنة عشر تعيش معهم، وبلغت نسبة الأزواج القاطنين مع بعضهم البعض 40.4% من أصل المجموع الكلي للأسر، ونسبة 17.5% من الأسر كان لديها معيلات من الإناث دون وجود شريك، بينما كانت نسبة 4.9% من الأسر لديها معيلون من الذكور دون وجود شريكة وكانت نسبة 37.2% من غير العائلات. تألفت نسبة 31.2% من أصل جميع الأسر من عدة أفراد يعيشون في نفس المنزل ونسبة 11.8% كانت تتألف من شخص يعيش بمفرده يبلغ من العمر 65 عاماً أو أكثر. وبلغ متوسط حجم الأسرة المعيشية 2.41، أما متوسط حجم العائلات فبلغ 3.02.
بلغ العمر الوسطي للسكان 36.8 عاماً. وكانت نسبة 25.9% من القاطنين تحت سن الثامنة عشر، وكانت نسبة 8.1% بين الثامنة عشر والرابعة والعشرين عاماً، ونسبة 27.5% كانت واقعةً في الفئة العمرية ما بين الخامسة والعشرين والرابعة والأربعين عاماً، ونسبة 24.9% كانت ما بين الخامسة والأربعين والرابعة والستين، ونسبة 13.5% كانت ضمن فئة الخامسة والستين عاماً فما فوق. وتوزع التركيب الجنسي للسكان بنسبة 48% ذكور و52% إناث.

## وصلات خارجية
- الموقع الرسمي